# St Andrew’s Church (Great Finborough)

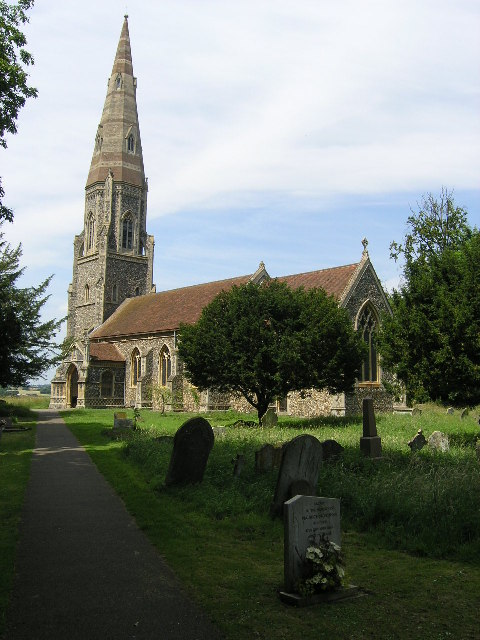
St Andrew’s Church, Great Finborough

Die St Andrew’s Church ist eine anglikanische Kirche in Great Finborough in Suffolk, England, im neugotischen Stil.
Die Kirche am Ort geht auf das Jahr 1086 zurück. Es ist das mittlerweile dritte Kirchengebäude an dieser Stelle. Der Grundstein des heutigen Gebäudes wurde 1875 gelegt. Architekt war Richard Makilwaine Phipson (1827–1884).
Auf dem Friedhof ist der Radio-Moderator John Peel bestattet.